# Carl Haglund
Carl Christoffer „Calle” Haglund (ur. 29 marca 1979 w Espoo) – fiński polityk, dziennikarz i urzędnik państwowy, reprezentujący mniejszość szwedzkojęzyczną, parlamentarzysta krajowy oraz deputowany do Parlamentu Europejskiego, od 2012 do 2016 przewodniczący Szwedzkiej Partii Ludowej, w latach 2012–2015 minister obrony.

## Życiorys
Ukończył magisterskie studia ekonomiczne na Szwedzkiej Wyższej Szkole Handlowej (Hanken) – szwedzkojęzycznej uczelni ekonomicznej w Helsinkach. Działał w organizacjach studenckich, pełnił funkcję redaktora naczelnego uczelnianej gazety. Pracował jako redaktor Radia Vega, a także wydawca czasopisma. Od 2007 był doradcą jednego z ministrów, a od 2008 sekretarzem stanu w drugim rządzie Mattiego Vanhanena. Przez kilka lat zasiadał także we władzach miejskich Espoo.
Zaangażował się w działalność Szwedzkiej Partii Ludowej, stając się jednym z jej liderów. W 2001 został członkiem Folktingetu, doradczego parlamentu mniejszości szwedzkiej w Finlandii.
W wyborach europejskich w 2009 z listy SFP uzyskał mandat posła do Parlamentu Europejskiego VII kadencji. Przystąpił do frakcji ALDE, wybrano go na wiceprzewodniczącego Komisji Rybołówstwa, zasiadł także w Komisji Budżetowej. W okresie zasiadania w PE (do 2012) wygłosił ponad 60 przemówień plenarnych, zadał około 30 pytań, a także występował jako poseł sprawozdawca.
W 2012 został wybrany na funkcję przewodniczącego Szwedzkiej Partii Ludowej, pokonując minister sprawiedliwości Annę-Maję Henriksson wynikiem 144:106 głosów i zastępując Stefana Wallina. Po wygranej ustąpił z Parlamentu Europejskiego (gdzie zastąpił go Nils Torvalds). 5 lipca 2012 zastąpił swojego poprzednika również na stanowisku ministra obrony w rządzie Jyrkiego Katainena. Pozostał na tym urzędzie również w utworzonym w 2014 gabinecie Alexandra Stubba.
W wyborach w 2015 uzyskał mandat posła do Eduskunty. 29 maja tegoż roku zakończył urzędowanie na stanowisku ministra.
W czerwcu 2016 na funkcji przewodniczącego partii zastąpiła go Anna-Maja Henriksson. Carl Haglund zrzekł się w następnym miesiącu mandatu deputowanego, przechodząc do pracy w sektorze prywatnym. W sierpniu objął funkcję wiceprezesa chińskiej firmy energetycznej Sunshine Kaidi pracującej nad m.in. rafinerią biodieseli w fińskiej Laponii. W grudniu 2017 wybrano go na przewodniczącego rady dyrektorów Instytutu Badawczego Fińskiej Gospodarki (ETLA), gdzie został następcą Jormy Ollili.